# 그림자 정부 (음모론)
그림자 정부( - 政府, 영어: shadow government, cryptocracy, secret government, invisible government)는 음모론 등에서 쓰이는 세계의 주요 정치, 경제분야를 움직이는 보이지 않는 조직을 일컫는 말로 이리유카바 최의 동명의 도서로도 출판되기도 했다. 비슷한 용어로 딥스테이트(deep state, 심층 국가), 줄임말로 딥스가 있다.

## 같이 보기
- 세계 정부
- 세계화 / 반세계화 운동
- 신세계 질서 (음모론)(NWO)
- 신세계 질서 (정치학)
- 수퍼피셜 스테이트(표층국가, superficial state)
- 딥스테이트(심층국가, en:Deep state)
- 미국의 딥스테이트(영어판)
- 제5열
- 괴뢰 정권
- 프로젝트 카멜롯(영어판)
- 일루미나티
- 프리메이슨
- 다빈치코드
- 존 콜먼(John Coleman)
  - 300인 위원회
- 빌데르베르크 그룹(빌더버그 클럽)
- 다문화주의 & 단문화주의
- 다인종주의(영어판)
- 다민족주의(multi-ethnicism)
- 왕좌 배후의 권력(영어판)
- 막후협상실(영어판)
- 정부의 형태
  - 정당제
    - 일당제

  - 과두제
- 여당
- 야당
- 그림자 정부에 대항하다 몰락한 이념 (음모론에 따를 경우)
  - 마르크스-레닌주의
  - 범아랍주의
  - 파시즘